# کی. سی. نیکولاو
کی. سی. نیکولاو (یونانی: Κυριάκος Κ. Νικολάου؛ زاده ۵ ژوئیه ۱۹۴۶) یک شیمی‌دان قبرسی‌تبار اهل ایالات متحده آمریکا است. او به خاطر فعالیت‌هایش در زمینه سنتز ترکیبات آلی مانند آنتی‌بیوتیک وانکومایسین و داروی ضد سرطان تاکسول شناخته شده‌است. او قبلاً در موسسه تحقیقاتی اسکریپس، دانشگاه کالیفرنیا در سن دیگو و دانشگاه پنسیلوانیا مشغول به فعالیت بوده و در حال حاضر استاد شیمی آلی دانشگاه رایس است. او همچنین عضو آکادمی ملی علوم آمریکا و همچنین فرهنگستان هنر و علوم آمریکا، انجمن سلطنتی است.